# Veliko Mraševo
Veliko Mraševo – wieś w Słowenii, w gminie Krško. W 2018 roku liczyła 271 mieszkańców.